# Biblioteka Warszawska
Biblioteka Warszawska. Pismo poświęcone naukom, sztukom i przemysłowi – miesięcznik literacko-naukowy ukazujący się w Warszawie w latach 1841–1914, przez cały czas swego istnienia utrzymujący wysoki poziom i cieszący się dużym zainteresowaniem czytelników.
Założycielami było grono pisarzy, krytyków i prawników warszawskich, m.in. Michał Baliński, Ludwik Łubieński, Wincenty Majewski, Leon Potocki, Antoni Szabrański, Aleksander Tyszyński i Kazimierz Władysław Wóycicki. Redaktorami głównymi, tj. naczelnymi pisma byli kolejno: Antoni Józef Szabrański (1841–1842), Kazimierz Władysław Wóycicki (1843–1844 i 1850–1879), Józef Kazimierz Plebański (1880–1890), Józef Weyssenhoff (1891–1896), Michał Piotr Radziwiłł (1897–1900) i Adam Krasiński (1901–1909).
Zespół redakcyjno-dziennikarski „Biblioteki” był silnie związany z Towarzystwem Przyjaciół Nauk, co miało istotny wpływ na treść czasopisma. Stało się przeglądem najnowszych doniesień ze wszystkich dyscyplin nauki polskiej i światowej, starając się jednak faworyzować dziedziny stosowane i historię ojczystą. Unikało jednak zagadnień bieżącej polityki. Programowo redakcja wystrzegała się określenia ideowego, co spotkało się z ostrą krytyką innych czasopism i środowisk politycznych, zarówno konserwatystów (koła petersburskie), jak i demokratów (zwłaszcza środowiska „Przeglądu Naukowego”). W praktyce wypracowało stanowisko konserwatywno-organicznikowskie, prowadząc od 60. XIX w. polemikę ideowo-wydawniczą i filozoficzną z „Przeglądem Tygodniowym”.
Do założenia „Ateneum” w 1876 było to jedyne czasopismo ogólnonaukowe w Królestwie Polskim. W latach 40. i 50. XIX redakcja periodyku stała się ważnym ośrodkiem życia kulturalnego, poprzez otwarcie jej posiedzeń dla publiczności i przedstawianie w ich trakcie odczytów popularnonaukowych i literackich. Wygłaszali je m.in. Julian Bartoszewicz, August Cieszkowski, Aleksander Przezdziecki, Fryderyk Skarbek i Gustaw Zieliński. W owym okresie, za sprawą Wóycickiego, czasopismo odeszło od swoich pierwotnych założeń przeglądu różnych dziedzin nauk, poświęcając niemal całą swoją treść zagadnieniom historycznym i historyczno-literackim. Spowodowało to również trywializację prezentowanych poglądów naukowych na temat zróżnicowania rasowego i kulturowego ludzkości. Od 80. XIX w. następuje wyraźny zwrot do wcześniejszego programu wydawniczego, obierając nowoczesny rys w duchu pozytywistycznym. Redakcja kontynuowała jednak działalność prelekcyjną z dziedziny historii Polski, wykładanej przez m.in. Wacława Aleksandra Maciejowskiego i Władysława Smoleńskiego. Od 1891 w skład redakcji wchodził kierownik naukowy, Dionizy Henkiel, którego zasługą było podźwignięcie poziomu tekstów z zakresu nauk przyrodniczych.
„Biblioteka Warszawska” miała również ambicje kształtowania gustów czytelniczych. Stałym kierownikiem działu literackiego od początku wydawania pisma był Tyszyński, który faworyzował poezję. Na łamach miesięcznika publikowali swoje dzieła m.in. Cyprian Kamil Norwid (Pióro 1842, Moja piosenka 1845 i in.), Teofil Lenartowicz (Zachwycenie 1853 i in.), Włodzimierz Wolski, Roman Zmorski. Po 1863 ze szpalt niemal zupełnie zniknęła poezja, pozostawiając miejsce prozie artystycznej. Publikowała pierwodruki m.in. Pamiętników Seglasa Skarbka, powieści Józefa Ignacego Kraszewskiego i Jana Zachariasiewicza. W 70. XIX w. dział literacki zdominowały przekłady literatury obcej, opracowane przez m.in. Edmunda Chojeckiego. Krytyka literacka jaką prowadziło pismo, obok przeglądu piśmiennictwa, dała kilka poważnych rozpraw estetycznych (m.in. Filozofię sztuk pięknych Karola Libelta) oraz wnikliwe recenzje Piotra Chmielowskiego, Edwarda Lubowskiego i Henryka Struve'a. W 1891 nowym kierownikiem działu literackiego został Władysław Bogusławski, który nawiązał współpracę z wybitniejszymi pisarzami i historykami literatury. Należeli do nich m.in. Aleksander Brückner, Zdzisław Dębicki, Aureli Drogoszewski, Konstanty Marian Górski, Józef Kallenbach, Maria Konopnicka, Lucjan Rydel. Zamieszczał pierwodruki wierszy Konopnickiej, nowel i Rodziny Połanieckich Henryka Sienkiewicza (1893), a także Śmierci Ignacego Dąbrowskiego (1892), Fermentów Władysława Stanisława Reymonta (1896) oraz utworów Tadeusza Garbowskiego (1902–1903).
Do stałych publicystów krajoznawczo-historycznych należeli m.in. Konstanty Górski, Tadeusz Korzon.